# 隆巴德效应
隆巴德效应：在强大噪声环境下，说话人不得不提高声音的效果；包括提高声音的频率，强度，延长语句等，希望使对方能听到。这种现象称为隆巴德效应。这是法国耳鼻喉科医生爱蒂安·隆巴德于1909年发现的。
在大噪声下，说话人所使用的语言，简称为隆巴德效应语言因噪声的频谱和强度不同而不同；马尔娃·卡尼尔等人在二种不同噪声下作实验；一种为宽频噪音；另一种为鸡尾宴会上的噪音。
- 在大宽频噪声下，隆巴德效应语言（与无噪声时所用语言相比）使用的频谱变化不大，但要提高声应强度；发元音要比发辅音大而已。
- 在鸡尾宴大噪音下，隆巴德效应语言则要提高基频，增加声音的强度，在3kHz附近，人类耳感最灵敏处要提振语言谱。

隆巴德效应语言如何随大噪音的音量，频谱分布和交错等参数而改变是个较复杂的问题，现还有人在研究中。
现已知隆巴德效应语言和正常语言的区别有：
- 增加声的基频
- 从低频到中，高频移动能量
- 增加声强
- 延长声音
- 侧重某频段声音等。

已经发现，不仅人类在强大噪音下使用隆巴德效应语言；而且在不少动物中也是这样；如：虎皮鹦鹉，猫，鸡，普通狨猴等数十种动物都有隆巴德效应语言。